# SN 1992ah
SN 1992ah – supernowa typu Ia odkryta 27 czerwca 1992 roku w galaktyce A173742+1254. W momencie odkrycia miała maksymalną jasność 17,00m.